# Scott W. Ambler
Scott W. Ambler (* 1966) ist ein kanadischer Software-Ingenieur, Fachbuchautor, Redakteur und Kolumnist.

## Leben
Ambler studierte Informatik an der University of Toronto. Seit Mitte der 1980er Jahre arbeitete er in der IT-Branche und verfasste mehrere Bücher im IT-Bereich. Er entwickelte unter anderem Agile Unified Process, Enterprise Unified Process und Disciplined Agile.

## Schriften (Auswahl)
- Building Object Applications That Work. Your Step-by-Step Handbook for Developing Robust Systems with Object Technology, Cambridge University Press, 1998.
- Process Patterns. Building large-scale systems using object technology, Cambridge University Press, 1998, ISBN 0-521-64568-9.
- More Process Patterns. Delivering Large-Scale Systems Using Object Technology, Cambridge University Press, 1999, ISBN 0-521-65262-6.
- The Elements of Java Style, Cambridge University Press, 2000, ISBN 0-521-77768-2.
- mit Larry L. Constantine: The Unified Process Elaboration Phase. Best Practices in Implementing the UP, CMP Books, Lawrence 2000.
- mit Larry L. Constantine: The Unified Process Construction Phase. Best Practices in Implementing the UP, CMP Books, Lawrence 2000, ISBN 1-929629-01-X
- mit Larry L. Constantine: The Unified Process Inception Phase. Best Practices in Implementing the UP, CMP Books, Lawrence 2000, ISBN 1-929629-10-9.
- mit Larry L. Constantine: The Unified Process Transition and Production Phases. Best Practices in Implementing the UP, CMP Books, Lawrence 2002, ISBN 1-57820-092-X.
- Agile Modeling. Effective Practices for Extreme Programming and the Unified Process, Wiley, 2002, ISBN 0-471-20282-7.
- Agile Database Techniques. Effective Strategies for the Agile Software Developer, Wiley, 2003, ISBN 0-471-20283-5.
- mit James McGovern, Michael E. Stevens, James Linn, Vikas Sharan und Elias K. Jo: A Practical Guide to Enterprise Architecture, Prentice Hall, 2003, ISBN 0-13-141275-2.
- The Object Primer. Agile Model-Driven Development with UML 2.0, 3. Aufl., Cambridge University Press, 2004, ISBN 0-521-54018-6.
- mit John Nalbone und Michael J. Vizdos: The Enterprise Unified Process. Extending the Rational Unified Process, Prentice Hall, 2005.
- The Elements of UML 2.0 Style, 2. Aufl., Cambridge University Press, 2005.
- mit Pramod J. Sadalage: Refactoring Databases. Evolutionary Database Design, Addison Wesley, 2006, ISBN 0-321-29353-3.
- mit Mark Lines: Disciplined Agile Delivery. A Practitioner's Guide to Agile Software Delivery in the Enterprise, IBM Press, 2012, ISBN 978-0-13-281013-5.
- mit Matthew Holitza: Agile for Dummies, Wiley, 2012.